# Autographa incipiens
Autographa incipiens är en fjärilsart som beskrevs av Edward Alfred Cockayne 1955. Autographa incipiens ingår i släktet Autographa och familjen nattflyn. Inga underarter finns listade i Catalogue of Life.